# 倒數絕殺
《倒數絕殺》（英語：Final Score）是一部2018年英美合拍的動作驚悚片，由史考特·曼恩執導，戴夫·巴帝斯塔、皮爾斯·布洛斯南及雷·史蒂文森。講述一名退役士兵在侄女成為恐怖份子目標後，試圖使出渾身解數在足球比賽期間拯救家人，並阻止大規模傷亡的發生。該片2018年9月7日英國及愛爾蘭上映，9月14日美國有限上映。

## 劇情
迪米特里和阿卡季·貝拉夫兄弟領導了俄羅斯索科維亞（Sakovya）的獨立革命，直到哥哥迪米特里在空襲中喪生，弟弟阿卡季被俘，革命宣告結束。幾年後，阿卡季和他的手下相信迪米特里詐死，因此折磨一個人以取得哥哥在英國倫敦的藏身處。與此同時，在倫敦，前美軍士兵麥可·諾克斯拜訪了已故好友的家，並與對方的女兒丹妮一起去看一場足球比賽。丹妮被諾克斯視為侄女，已故好友對諾克斯而言就像親兄弟般，但對方在阿富汗中喪生，使隊上唯一倖存的諾克斯對此內疚。
到達西漢姆（West Ham）體育場後，丹妮表達了對父親去世的失望。當諾克斯去買熱狗時，丹妮私自與男友會合。與此同時，阿卡季和僱傭兵們秘密潛入體育場，接管控制室並開始封鎖整個體育場。體育場保全主管湯普森警司被扣為人質，並用對方家人的安危作威脅。然後阿卡季讓手下炸毀了城市的所有傳輸塔，以確保體育場外不會有任何通訊。找不到丹妮的諾克斯請求體育場守衛法薩爾·汗幫忙，法薩爾不情願地將諾克斯帶到控制室。途中兩人遭阿卡季的手下安德烈襲擊，使諾克斯在電梯中殺了對方，並發現對方攜帶的C4炸药。然後，他使用唯一可用的對講機報警，但總司令史蒂德不相信他並掛斷了電話。在殺死另外兩名傭兵弗拉德和安東後，諾克斯將後者的屍體帶到陽台上，然後將他扔下，砸在攤子上，從而喚來了警察。
阿卡季進入直播室逼一名主持人宣讀了一份聲明，要求確定迪米特里的位置，否則他們將炸毀體育場。丹妮的母親看見新聞後急得前往體育場。政府派來的趙探員找上史蒂德，解釋迪米特里秘密逃離了俄羅斯，接受了整形手術，並在倫敦獲得了特赦；但如果讓阿卡季得到迪米特里，將使整個俄羅斯地區陷入混亂，危及數百萬人。阿卡季得知諾克斯和丹妮的背景，決定將丹妮扣為人質。聽到他們購過揚聲器呼喚丹妮，諾克斯在法薩爾的幫助下救到了她。
由於湯普森的小隊未能抓住丹妮，阿卡季處決了他。諾克斯、費薩爾和丹妮最終發現了放置在控制室下方的C4炸藥，諾克斯向史蒂德發出了警報。為了阻止這種情況，諾克斯決定獨自帶走迪米特里。在途中，諾克斯遇到並與敵方手下塔蒂亞娜戰鬥，最終逃脫並找到了迪米特里，並同意現在乘坐直升機盤旋的趙探員將迪米特里安全帶走，但要求丹妮必須和他們一起去。但塔蒂亞娜把費薩爾打昏，將丹妮當作人質。諾克斯在其他人到達撤離點之前消滅了追兵，但在得知丹妮被帶走後，受命令確保迪米特里不死的趙讓手下向諾克斯開槍；然而，僱傭軍擋住了直升機。在他們威脅丹妮之後，諾克斯同意交出迪米特里以換取她。史蒂德斥責趙探員冒著無辜人民的生命危險，並接管了在場的指揮權。一架直升機回來並殺死了大多數其他僱傭兵，但迪米特里和丹妮被抓獲。在諾克斯與塔蒂亞娜發生爭鬥後，他們都從體育場的高處墜落，塔蒂亞娜被一根管子刺穿而死。塔蒂亞娜臨死前透露，諾克斯努力保護的殺戮開關只是假物，無論如何，炸彈都會在比賽開始90分鐘後爆炸。
當貝拉夫兄弟重聚時，阿卡季發誓如果迪米特里透過射殺丹妮來證明忠誠，他將再次展開革命。但不願讓瘋狂的阿卡季展開另一場革命而害死一堆人，迪米特里開槍自殺。只剩下幾分鐘，法薩爾疏散體育場控制室附近的觀眾。當諾克斯從場地對面跑向控制室時，阿卡季和丹妮出現在大銀幕上，但為時已晚，炸彈爆炸，摧毀了控制室。在開始哀悼之際，諾克斯更仔細地看著沒有被破壞的銀幕，注意到兩個時鐘的時差，意識到直播是在比賽開始的85分鐘時預先錄製，阿卡季和丹妮可能還活著。當人群向出口衝去時，諾克斯聽到丹妮的叫喊聲並與阿卡季對峙。丹妮得到諾克斯的暗示後用頭撞擊阿卡季，讓諾克斯能趁機槍殺對方。阿卡季死後，丹妮與母親重聚，史蒂德感謝諾克斯的勇敢。諾克斯、丹妮與母親以及帶著一名老婦人的法薩爾離開了體育場。

## 演員
- 戴夫·巴帝斯塔飾演麥可·諾克斯（Michael Knox）
- 皮爾斯·布洛斯南飾演迪米特里·貝拉夫（Dimitri Belav）
- 雷·史蒂文森飾演阿卡季·貝拉夫（Arkady Belav）
- 亞莉珊卓·狄紐（英语：Alexandra Dinu）飾演塔蒂亞娜（Tatiana）
- 馬丁·福特（Martyn Ford）飾演弗拉德·伊凡諾夫（Vlad Ivanov）
- 勞拉·皮克（英语：Lara Peake）飾演丹妮（Danni）
- 阿米特·夏哈（英语：Amit Shah (actor)）飾演法薩爾·汗（Faisal Khan）
- 露西·蓋斯凱爾（英语：Lucy Gaskell）飾演瑞秋（Rachel）
- 拉爾夫·布朗（英语：Ralph Brown）飾演總司令史蒂德（Chief Commander Steed）
- 張智霖飾演趙探員（Agent Cho）
- 亞倫·麥卡斯克爾（英语：Aaron McCusker）飾演雷諾斯隊長（Captain Reynolds）
- 比爾·費洛斯（Bill Fellows）飾演湯普森警司（Superintendent Thompson）
- 克雷格·康威（英语：Craig Conway (actor)）飾演維克多（Viktor）
- 戈登·亞歷山大（Gordon Alexander）飾演艾米爾（Emil）
- 彼得·佩德雷羅（Peter Pedrero）飾演安東（Anton）
- 尼克·朗特里（Nick Rowntree）飾演帕維爾（Pavel）
- 萊恩·戈登（英语：Rian Gordon）飾演布蘭登（Brandon）
- 李·查爾斯（Lee Charles）飾演安德烈（Andrei）
- 安·昆斯貝瑞（Ann Queensberry）飾演老婦人
- 喬納森·皮爾斯（英语：Jonathan Pearce）飾演他自己

## 製作
本片製作計畫於2016年2月首次對外公開，被形容為「足球場版本的《終極警探》」，由簽名影業（Signature Films）和費茲設施（The Fyzz Facility）製作，預算達2000萬美元。主要在西汉姆联足球俱乐部的博林球場舊址拍攝。2016年7月，據報導，戴夫·巴帝斯塔及皮爾斯·布洛斯南簽約擔任主演，其他演員包括張智霖、羅素·菲利普斯（Russell Phillips）及亞莉珊卓·狄紐；電影由史考特·曼恩執導，2016年8月78日在體育場取景拍攝。主要拍攝2016年8月15日正式展開。

## 發行
2018年6月，Sky Cinema發布了預告片，同時宣布該片定檔2018年9月7日英國和愛爾蘭上映。除院線外，同天亦上線Sky Cinema的訂閱電視服務。

## 另見
- 《終極警探》
- 《絕命殺陣》

## 外部連結
- 互联网电影数据库（IMDb）上《倒數絕殺》的资料（英文）